# Ecliptopera rectilinea
Ecliptopera rectilinea är en fjärilsart som beskrevs av W. Warren 1894. Ecliptopera rectilinea ingår i släktet Ecliptopera och familjen mätare. Inga underarter finns listade i Catalogue of Life.

## Bildgalleri

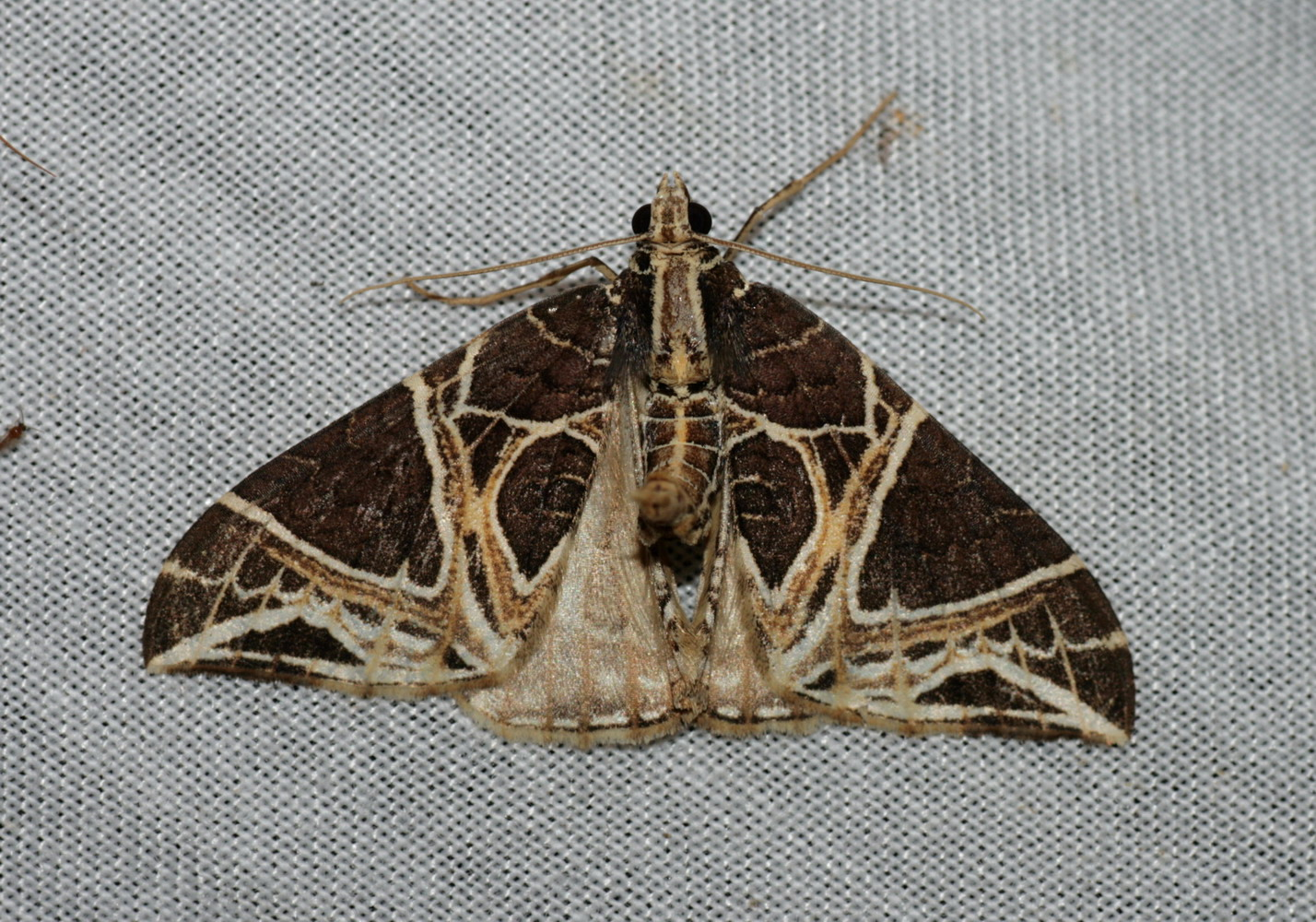